# Liparis sympodialis
Liparis sympodialis är en orkidéart som beskrevs av Rudolf Schlechter. Liparis sympodialis ingår i släktet gulyxnen, och familjen orkidéer. Inga underarter finns listade i Catalogue of Life.